# Gerard Labuda

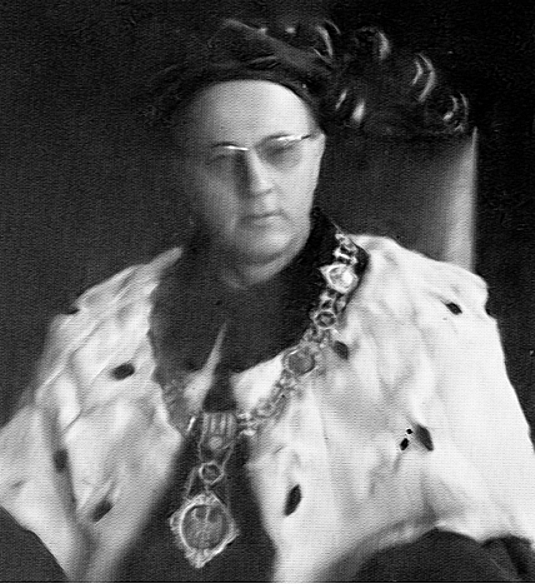
Gerard Labuda

Gerard Labuda (* 28. Dezember 1916 in Nowahutta, Kreis Karthaus; † 1. Oktober 2010 in Posen) war ein polnischer Historiker und einer der führenden Mediävisten des Landes.

## Leben
Aus einer kaschubischen Familie stammend, blieb die Familie in der Heimat, als Westpreußen nach dem Ersten Weltkrieg Teil des Polnischen Korridors wurde und Labuda im Untergrund während des Zweiten Weltkriegs an der Universität der Westgebiete in Warschau studierte, wo er 1944 auch seine Promotion abschloss. Nach der Eroberung durch die Rote Armee ging er an die Adam-Mickiewicz-Universität Posen. 1950 wurde er dort zum Professor ernannt.
Parallel dazu arbeitete er seit 1953 an der Polnischen Akademie der Wissenschaften, deren stellvertretender Vorsitzender er von 1984 bis 1986 war. Im akademischen Jahr 1981/82 war Labuda Fellow am Wissenschaftskolleg zu Berlin (West-Berlin). 1989 bis 1994 leitete er die wieder aktivierte zweite große wissenschaftliche Gesellschaft Polens, die Polska Akademia Umiejętności.
Von 1962 bis 1965 war er Rektor der Posener Universität, von 1958 bis 1961 zudem Direktor des Posener Instytut Zachodni, der führenden politisch-wissenschaftlichen Einrichtung der polnischen Deutschlandforschung. Bei den Märzunruhen 1968 protestierten seine vier Söhne gegen die Propaganda der Regierung. Daraufhin gab Labuda bei einem Verhör zu Protokoll, sie hätten auf der richtigen Seite gestanden. Labuda verlor daraufhin einen Teil seiner Etats. Die Repressalien wurden aber durch Einschreiten des Ministers für Bildung und Hochschulwesen Henryk Jabloński abgemildert.
Für seine Verdienste erhielt er hohe staatliche Ehrungen: den Staatspreis 3. Grades (1949, 1951) und 2. Grades (1970), das Kavalierskreuz mit Stern etc. Die Akademie der Wissenschaften der DDR ernannte ihn 1978 zum auswärtigen Mitglied. Im Jahre 1994 wurde er zum Ehrenbürger von Danzig ernannt, 1991 erhielt er den Herder-Preis.
Als Historiker beschäftigte sich Labuda vor allem mit dem polnischen Mittelalter und der Geschichte des Deutschen Ordens. Er gab Quellen zur Geschichte Skandinaviens und des angelsächsischen Raumes im Frühmittelalter heraus. Sein besonderes Interesse galt der Vergangenheit des geografisch breit verstandenen Pommerns, als eines „Landes am Meer“ zwischen Rügen und Danzig (Preußen). Von Labuda stammt der Begriff Großpommern für das Gebiet zwischen der Odermündung und der Mündung der Memel.
Labuda war mit Alberta Maria Teresa geb. Wielopolska (1917–1999) verheiratet und hat fünf Kinder, darunter Adam Labuda, Professor für Kunstgeschichte an der Humboldt-Universität zu Berlin.

## Publikationen (Auswahl)
- Polska i krzyżacka misja w Prusach (1937)
- Studia nad początkami państwa polskiego (1946)
- Fragmenty dziejów Słowiańszczyzny zachodniej, 3 Bde. (1960–1974)
- Zródła skandynawskie i anglosaskie do dziejów Słowiańszczyzny (1961)
- Historia Pomorza, Bd. 1 (1969)
- Polska granica zachodnia, 1971.
- (gemeinsam mit Marian Biskup) Dzieje Zakonu Krzyżackiego w Prusach, 1986 (dt.: Die Geschichte des Deutschen Ordens in Preußen: Wirtschaft, Gesellschaft, Staat, Ideologie. Osnabrück: fibre Verlag 2000, ISBN 3-929759-42-X)
- Pierwsze państwo polskie, 1989.
- Polsko-niemieckie rozmowy o przeszłości: zbiór rozpraw i artykułów, 1996.
- Kaszubi i ich dzieje. Pisma wybrane, 1996.
- Historia Kaszubów w dziejach Pomorza. Bd. 1: Czasy średniowieczne, Gdańsk 2006.